# Wurstmarkt

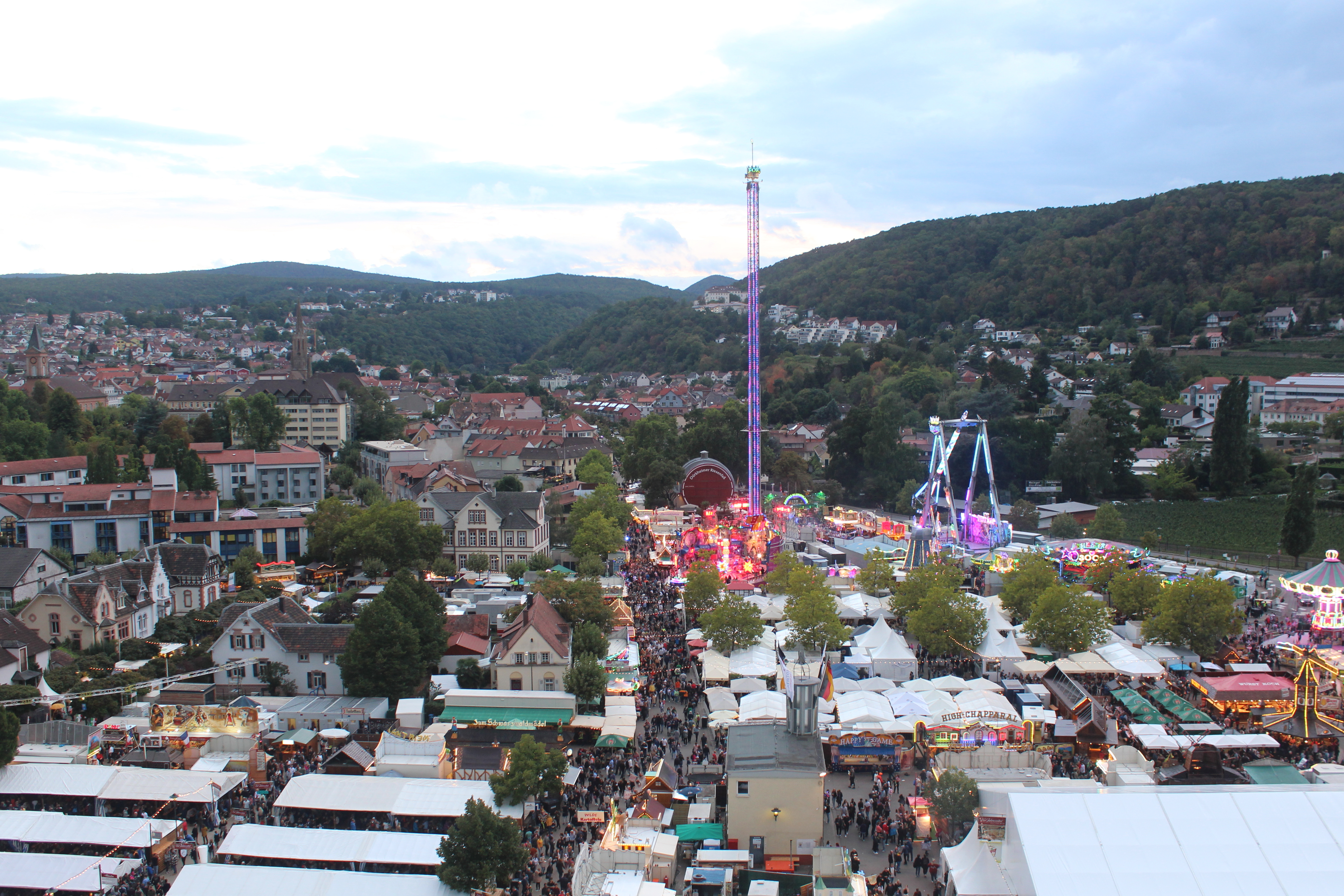
De Wurstmarkt van Bad Dürkheim vanuit het reuzenrad (2022)

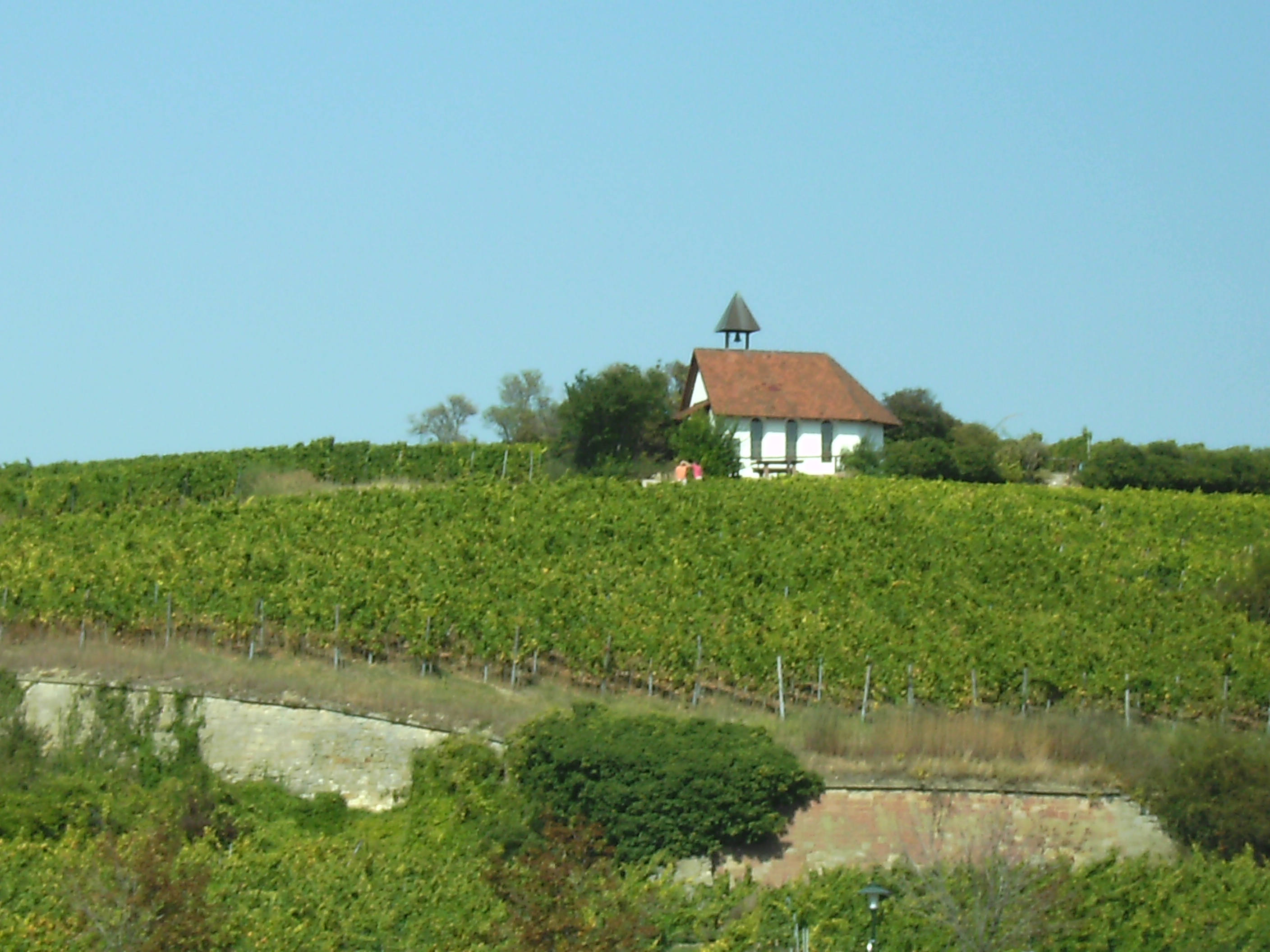
De Michaelskapelle op de Sankt Michelsberg waar de markt ontstond

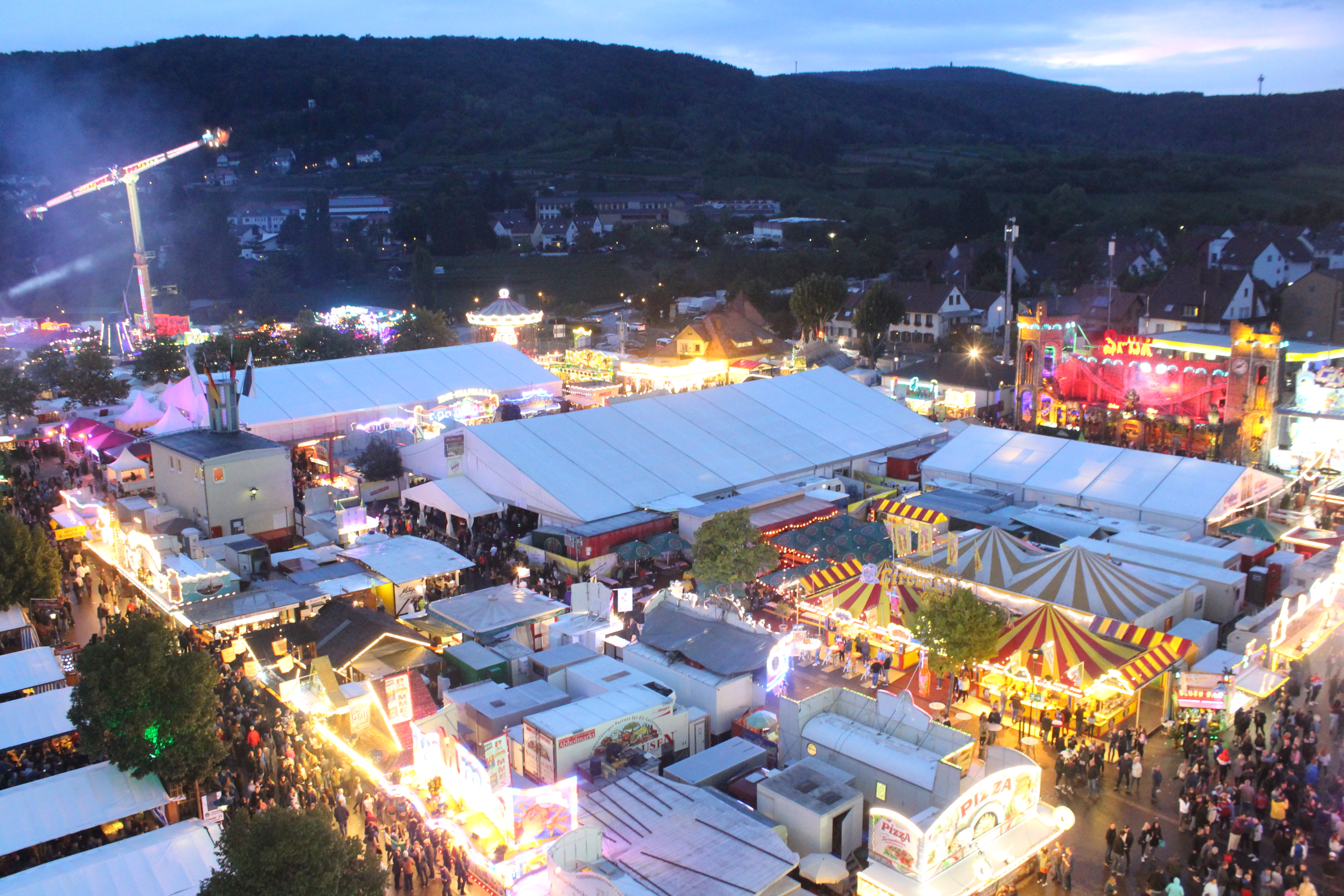

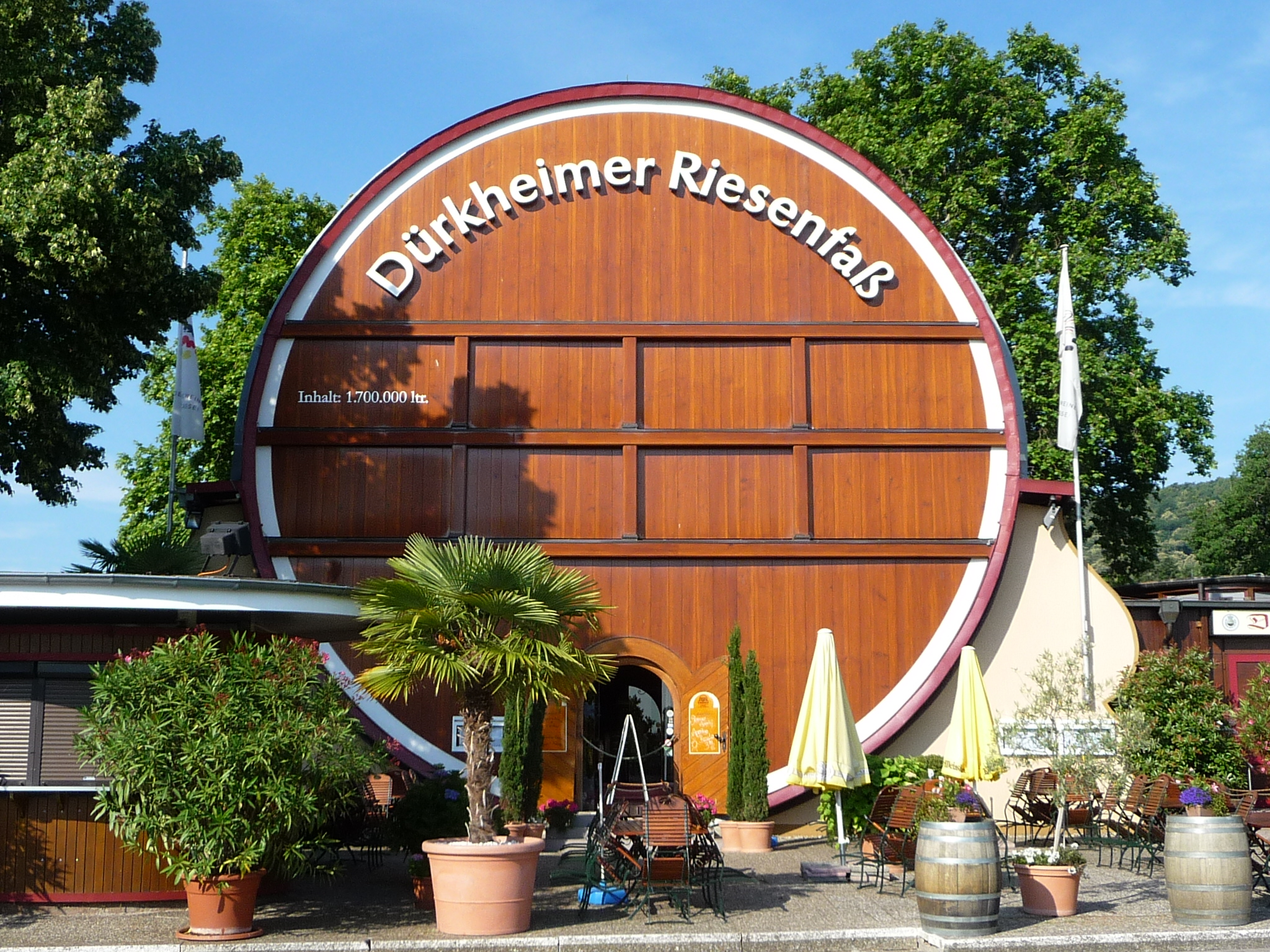
Dürkheimer Riesenfass

De Wurstmarkt (Wuma), voluit Dürkheimer Wurstmarkt is een volksfeest in het kuuroord Bad Dürkheim in Rijnland-Palts aan de Deutsche Weinstraße. Het festival werd voor het eerst gehouden in 1417 en vindt elk jaar plaats in het tweede en derde weekend van september en wordt beschouwd als het grootste wijnfestival ter wereld met jaarlijks soms meer dan 600.000 bezoekers.

## Bedevaart
Verondersteld wordt dat er in de middeleeuwen op 29 september, het patroonsfeest van aartsengel Michaël, een bedevaart ontstond naar een heiligdom op de Michaëlsberg. Boeren uit de omgeving kwamen met hun landbouwproducten in kruiwagens naar deze Sint-Michielsdag om de pelgrims wijn uit de Palts, worst en brood aan te bieden. Ook handelaars, jongleurs en muzikanten kwamen steeds er steeds meer, daardoor ontstond gaandeweg een levendige jaarmarkt die van bovenregionaal economisch belang was. Historici dateren de oorsprong op het jaar 1417. Het werd voor het eerst gedocumenteerd in 1442, toen de stad Speyer de graaf van Leiningen vroeg om een vrijgeleide voor zijn kooplieden om de de kermis op de Michaëlsberg bezochten.

## Kerkfeest
In 1449 vaardigde de abt van de Abdij Limburg, gelegen aan de rand van de bergen boven Dürkheim, een eerste marktregeling uit en veranderde de markt in een openbaar kerkfeest. In 1487 verkreeg Peter Kercher, deken van de Sint-Guidoabdij in Speyer, de aflaten van in totaal acht curiale kardinalen voor pelgrims en weldoeners van de Sint-Michielskapel; onder hen waren Francesco Todeschini Piccolomini, later paus Pius III, een bewaker van de Duitse belangen in Rome, en Giuliano della Rovere, bekend als paus Julius II.
In de 16e eeuw kwamen kooplieden uit de hele Palts. Niet alleen groenten en fruit maar ook dieren zoals ossen, paarden of varkens werden aangeboden, maar ook wol- en linnenstoffenhandelaren, bontmakers, leerlooiers, bliksmeden, zadelmakers, schoenmakers, draaiers, molenaars, ijzerhandelaren en andere beroepen boden hun goederen aan. Vanwege de krappe omstandigheden op de Michaelsberg werd de Michaelismarkt uiteindelijk in 1577 naar de voet van de heuvel verplaatst op de ongeveer 45.000 m² grote Brühlweiden, die zich links van de rivier de Isenach uitstrekt op een hoogte van 115 m. De markt vindt er nog steeds plaats. Het toegenomen economische belang en de inkomsten die gepaard gingen met de marktbelasting leidden tot voortdurende geschillen tussen het abten van de Abdij Limburg en de graven van Leiningen, die een van hun belangrijkste kastelen, de Hardenburg, bij Dürkheim hadden. Om deze reden werd zelfs overwogen om het festival te verplaatsen naar Frankenthal, waaraan de keurvorst van Palts in 1577 stadsrechten had verleend. Met de invoering van de Reformatie stierf de religieuze dimensie van het feest uit.

## Wurstmarkt
Aan het begin van de 17e eeuw was er een verdere uitbreiding van de markt en tegen het einde van de 18e eeuw was de markt al uitgebreid tot drie opeenvolgende dagen: zondag, maandag, dinsdag. Met de tijdelijke inlijving van de Palts in de Franse staat na de invasie van Franse troepen in 1797/98, ging het recht om de markt te houden over naar Dürkheim.
Terwijl de kooplieden aan belang inboetten, kregen entertainers meer ruimte. In 1830, nu onder Beiers bestuur, met onder meer een circus, vuurspuwers, een poppentheater en een "manege" (Paltsnaam voor een draaimolen met paarden), naast een aantal muzikanten. In 1832 werd de naam "Wurstmarkt" voor het eerst genoemd door de autoriteiten. De reden hiervoor was de enorme consumptie van worsten tijdens het festival.
Vanaf 1882 werd de "avondmarkt" gecreëerd, die aanvankelijk beperkt was tot de volgende zondag; om het te onderscheiden, heette het oorspronkelijke marktweekend nu "Vormarkt". In 1888 was er een gevarieerd aanbod van theater, fotografen, draaimolens, balgooi- en schietgalerijen en drinkzalen en eetstalletjes. In die tijd werd het circus de belangrijkste attractie van de worstenmarkt.

## Festival
Pas in 1910 verplaatsten de organisatoren het festival bij wijze van proef naar het tweede en derde weekend van september, omdat dan het weer in de regio meestal stabieler is dan aan het einde van de maand. De overdracht werd officieel in 1913, toen de koninklijke Beierse deelstaatregering haar definitieve goedkeuring gaf. Tegelijkertijd werden de voor- en naverkoop met zaterdag verlengd, zodat de worstenmarkt nu zes dagen duurde. In 1926 werd de worstenmarkt met een dag verlengd, in 1951 met de zevende dag en in 1965 met de achtste. Sinds 1985, toen Vormarktfreitag als feestdag werd toegevoegd, viert Bad Dürkheim al negen dagen zijn "Festival der Festivals". In 1932 gaf de Deutsche Reichsbahn voor het eerst korting uit voor retourtickets om de worstenmarkt te bezoeken.
In 1934 bouwde wijnmakerijeigenaar en meester-kuiper Fritz Keller het Dürkheimer Riesenfass, een gigantische houten vat, met een diameter van 13,5 m dat een capaciteit heeft van ongeveer 1.700.000 liter. Sindsdien heeft het dienst gedaan als wijnbar en restaurant. Het werd uitgebreid in 1958 met een aangrenzende ruimte.
Tijdens de Tweede Wereldoorlog was er geen Wurstmarkt. In 1947 werd in plaats van de Wurstmarkt een herfstfeest gevierd. In 1948 was er door het gebrek aan vlees geen worstenmarkt, maar een vismarkt. Alleen broodjes en visworsten belegd met vis mochten worden verkocht; Daarnaast had elke gast alleen recht op een fles wijn. De naleving van deze beperking werd gewaarborgd door een perforatie van een identiteitskaart. Dat jaar werden 46.650 flessen wijn verkocht voor 5 Reichsmark per stuk.
In 1949 vond de eerste "gewone" naoorlogse Wurstmarkt plaats. De daaropvolgende economische opleving zorgde er ook voor dat de Wurstmarkt boomde. Tussen 1949 en 1958 verdubbelde de wijnconsumptie bijna tot 158.673 liter.
Vanaf de jaren 1950 kwamen er veel nieuwe attracties op de Wurstmarkt. De "Rotor", "Menschen kleben an der Wand" (1955), de "Düsenspirale", "Bobbahn", "Drei-Stock-Autorennbahn" en "Taifun" (1957), "Sputnik" met ruimtecapsules, een nieuw reuzenrad en een "Sechs-Säulen-Autoscooter" (1959) zijn slechts enkele van de attracties van die tijd, die groter, hoger en sneller werden in de jaren 1960. In 1966 overschreed de wijnconsumptie voor het eerst de limiet van 200.000 liter. Sinds toen werd het ook gesteld op de officiële affiches: de Wurstmarkt was het grootste wijnfestival ter wereld.
Verwijzend naar de Olympische Zomerspelen van 1972 in München, werd de Wurstmarkt de "Schoppen-Olympiade" genoemd. In 1973 kreeg de openingsceremonie een nieuwe vorm. Sindsdien verwijzen historische toneelscènes naar de traditionele wortels van de worstenmarkt.
Vanwege de coronapandemie werd de worstenmarkt op de Brühlwiesen in 2020 geannuleerd. In plaats daarvan ging op 12 september 2020 een interactieve applicatie online onder het motto "Mijn Wörschdmarkt Dehääm" (Palts voor Mijn worstenmarkt thuis). Het was al mogelijk om vooraf wijnpakketten te bestellen. Om de kermisattracties te ondersteunen, werden vanaf 18 augustus broches van houten worstenmarktwijnboeren verkocht bij het VVV-kantoor van de stad, waarvan het aantal beperkt was tot 2020 en de opbrengst ging naar de standhouders. Ook in 2021 werd de Wurstmarkt afgelast.